# Christian Vande Velde
Christian Vande Velde, né le 22 mai 1976 à Lemont, dans l'Illinois, dans la banlieue de Chicago, est un coureur cycliste américain. Il débute chez les professionnels en 1998 dans l'équipe US Postal. Vande Velde a été suspendu six mois pour ses aveux de dopage dans le cadre de l'enquête menée par l'agence américaine antidopage sur Lance Armstrong.

## Biographie

### Carrière

#### Débuts
Il court les Tours de France 1999 et 2001 en support de son leader Lance Armstrong qui gagne le Tour les deux fois. En 1999, Vande Velde est pendant quelques jours premier du classement des jeunes. Il ne finit pas le Tour 2001.

#### 2012-2013
Durant le Tour d'Italie, Vande Velde joue un rôle prépondérant durant la victoire de son leader Ryder Hesjedal, supportant celui-ci pendant les épreuves de montagnes. Il partage aussi la chambre d'hôtel de ce dernier entre les étapes, et confie en entrevue avec Velo News des détails à propos de la course et de son coéquipier, où il mentionne que gagner le Giro lui donne une émotion « irréelle ». Sur le Tour de France, Vande Velde passe bien près du succès d'étape lors de la quinzième, s'échappant au kilomètre 97 avec une poignée de coureurs qui se rendent au bout, mais doit se contenter de la deuxième place derrière Pierrick Fédrigo. Au Tour du Colorado, lors de la dernière étape, un contre-la-montre individuel, Vande Velde surprend en prenant la deuxième place derrière l'Américain Taylor Phinney. Avec cette performance, il s'empare du maillot de leader détenu précédemment par Levi Leipheimer et gagne le Tour.
En fin d'année, il est l'un des 11 coureurs de l'équipe US Postal ayant avoué s'être dopé, dans le cadre de l'enquête menée par l'agence américaine antidopage sur Lance Armstrong. Il est suspendu de septembre 2012 à mars 2013 et tous ses résultats pour la période du 4 juin 2004 au 30 avril [sic] 2006 sont invalidés.
Pour son retour en compétition lors du Tour de Catalogne 2013, il se fracture une clavicule. Vande Velde participe ensuite au Tour d'Italie, qu'il termine en 110e position, puis au Tour de France. Lors de cette Grande Boucle, il chute à deux reprises lors des cinquième et septième étapes, ce qui provoque son abandon. Il arrête sa carrière à l'issue du contre-la-montre par équipes des championnats du monde de Florence, où il termine avec son équipe à la huitième place.

### Vie personnelle
En février 2009, une fille qu'il nomme Madeline naît de son union avec sa femme Leah. Lors de sa victoire sur la quatrième étape du Paris-Nice de cette année, Vande Velde mime le geste de bercer un enfant pour souligner cette naissance lorsqu'il traverse la ligne d'arrivée. Il est aussi père d'une autre fille nommée Uma.

## Palmarès et classements mondiaux

### Palmarès sur piste
- 1995
  - 2e du championnat des États-Unis de poursuite par équipes
- 1996
  -  Champion panaméricain de la poursuite individuelle
  -  Médaillé de bronze de la poursuite par équipes aux championnats panaméricains

### Palmarès sur route
- 1997
  - 1re étape du Ruban granitier breton
- 1999
  - Classement général de la Redlands Bicycle Classic
  - 1re étape de la Valley of the Sun Stage Race
  - 2e de la Valley of the Sun Stage Race
  - 3e des Quatre Jours de Dunkerque
- 2002
  - 1re étape du Tour de Catalogne (contre-la-montre par équipes)
- 2006
  - Classement général du Tour de Luxembourg
- 2007
  - Eindhoven Team Time Trial (contre-la-montre par équipes du Pro-Tour) (avec le Team CSC)
  - 2e du Tour de Géorgie
- 2008
  - 3e étape du Circuit de la Sarthe (contre-la-montre)
  - 4e étape du Tour de Géorgie (contre-la-montre par équipes)
  - 1re étape du Tour d'Italie (contre-la-montre par équipes)
  - Tour du Missouri :
    - Classement général
    - 3e étape (contre-la-montre)

  - 2e du Tour des Bahamas
  - 2e du Circuit de la Sarthe
  - 3e du Tour de Californie
  - 3e du championnat des États-Unis du contre-la-montre
  - 3e de l'UCI America Tour
  - 4e du Tour de France
- 2009
  - 4e étape de Paris-Nice
  - 8e du Tour de France

- 2011

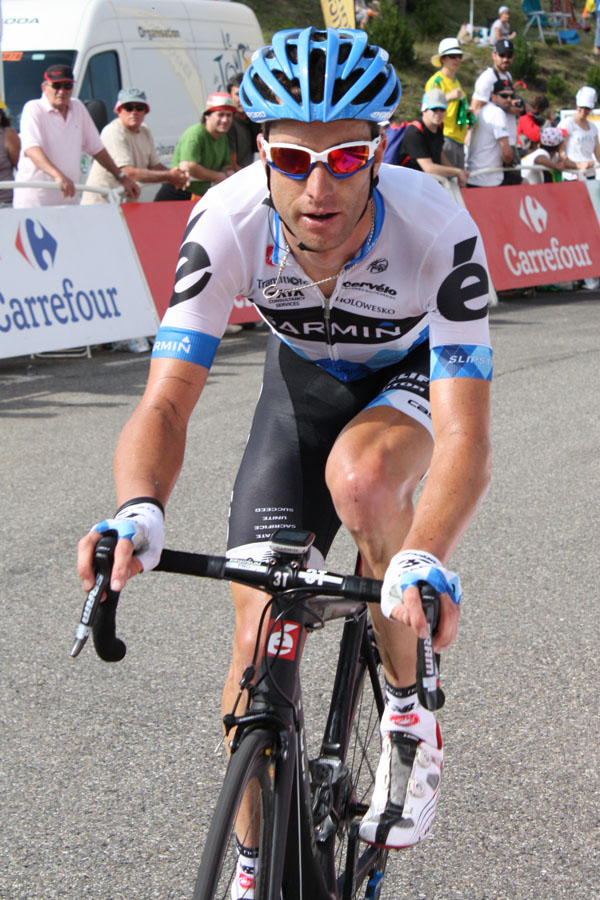
Christian Vande Velde sur le Tour de France 2011

  - 2e étape du Tour de France (contre-la-montre par équipes)
  - 2e du Tour du Colorado
- 2012
  - 4e étape du Tour d'Italie (contre-la-montre par équipes)
  - 2e étape du Tour de l'Utah (contre-la-montre par équipes)
  - Classement général du Tour du Colorado

### Résultats sur les grands tours

#### Tour de France
11 participations
- 1999 : 85e
- 2001 : abandon (7e étape)
- 2004 : disqualifié (initialement 56e)
- 2006 : 24e
- 2007 : 25e
- 2008 : 4e, après déclassement de Bernhard Kohl
- 2009 : 7e
- 2010 : non-partant (3e étape)
- 2011 : 16e[12],[13]
- 2012 : 60e
- 2013 : abandon (7e étape)

#### Tour d'Italie
6 participations
- 2005 : disqualifié (initialement 114e)
- 2008 : 52e, vainqueur de la 1re étape (contre-la-montre par équipes),  maillot rose pendant un jour
- 2009 : abandon (3e étape)
- 2010 : abandon (3e étape)
- 2012 : 22e, vainqueur de la 4e étape (contre-la-montre par équipes)
- 2013 : 110e

#### Tour d'Espagne
5 participations
- 1998 : 90e
- 2002 : 25e
- 2005 : 31e
- 2007 : 39e
- 2010 : 59e

### Classements mondiaux
| Année              | 2006 | 2007 | 2008 | 2009 | 2010 | 2011 | 2012 | 2013 |
| ------------------ | ---- | ---- | ---- | ---- | ---- | ---- | ---- | ---- |
| Classement ProTour | 174e | 112e |      |      |      |      |      |      |
| UCI World Tour     |      |      |      |      |      | 139e | 160e | nc   |
| UCI America Tour   |      |      | 3e   |      |      |      |      |      |
| UCI Europe Tour    |      |      | 214e |      |      |      |      |      |